# Wifredo Ricart
Wifredo Ricart (Barcelona, 15 de mayo de 1897 - ibídem, 19 de agosto de 1974) fue un ingeniero español, conocido por sus desarrollos y estudios en la industria de la automoción y la aeronáutica, y es de destacar su aportación en el diseño y fabricación de motores de aviación, automóviles, camiones, y el mítico Pegaso Z-102/103.

## Biografía
Wifredo Pelayo Francisco de Borja Ricart Medina nació en Barcelona el 15 de mayo de 1897, hijo del marino, director de la Escuela Náutica José Ricart y Giralt. Era un estudiante normal, muy interesado en la aviación. En 1918 se licenció en Ingeniería Industrial, con menos de 20 años. Inició en Barcelona su actividad profesional, como director de talleres de la compañía Vallet y Fiol, que fabricaba motores para bombas de agua y era distribuidora de los coches Hispano-Suiza. En Vallet y Fiol inventó el carburol, un carburante para los Hispano-Suiza que vendía esta compañía, para los cuales no disponían de combustible.
En 1920 formó la Sociedad Anónima de Motores Ricart-Pérez con Francisco Pérez de Olaguer, orientada a motores para usos industriales. En 1926, después de la retirada de Pérez de Olaguer disolvió esa sociedad y fundó la empresa Motores y Automóviles Ricart, presentando al año siguiente en el Salón del Automóvil de París un turismo de altas prestaciones con soluciones inéditas. Posteriormente, en 1928 se asoció con el industrial Felipe Batlló y Godó, y con él fundó la Industria Nacional Metalúrgica y la sociedad Ricart España. En Ricart España fabricaron turismos en pequeñas series hasta que la actividad finalizó bajo la presión financiera, presionados por el general Berenguer, que suprimió las ventajas aduaneras que disponían. Durante 1929, Ricart ya se había establecido como proyectista independiente, llegando a proyectar interesantes motores que construyó Hispano-Suiza. Contactó con importantes marcas tales como Saurer, Mercedes-Benz, Alfa Romeo, o Lancia, para comprar autobuses para la empresa de transportes urbanos de Valencia.
En 1936 comenzó a trabajar en Alfa Romeo, en Milán, llegando a ser Jefe de productos especiales. La II Guerra Mundial le sorprendió en Italia, siendo nombrado en 1940 director de los Servicios de Proyectos y Experiencias y responsable de competición de dicha compañía, y colaborando con Enzo Ferrari. A finales de 1945 volvió a España para preparar su marcha a los Estados Unidos, tentado por una buena oferta de Studebaker, pero Juan Antonio Suanzes lo convenció para reconstruir la estropeada industria automovilística española, y constituir el Centro de Estudios Técnicos de Automoción (CETA), con sede en Madrid, incorporando a dos docenas de ingenieros de Alfa Romeo (que estaban desempleados), empezando a trabajar para el INI. Participó en la creación de ENASA en las antiguas instalaciones de Hispano-Suiza en el barrio de La Sagrera, en el área metropolitana de Barcelona, y trabajó en el diseño y fabricación de sus míticos automóviles deportivos Pegaso, desde 1951 hasta 1957. Su presencia como consejero de la entidad duró hasta 1958.
En 1959 fue elegido presidente de la S.A. Lockheed de París, construyéndose bajo su dirección una nueva planta completamente automatizada en las cercanías de Beauvais. En 1961 se fusionaron Lockheed, Bendix, y Ducellier, configurando el grupo DBA, y Ricart figuró como consejero delegado para el progreso científico y técnico hasta 1965, a la vez que obtuvo resultados de mucho interés en el CETA, gracias a las investigaciones en torno a nuevos tipos de motores y sistemas de frenado.
Ricart murió en Barcelona después una prolífica vida el 19 de agosto de 1974, dejando en sus trabajos la habilidad de su curiosidad y las intenciones de mejorarlos.

## Cronología de un proyecto
Para la realización de su proyecto del Pegaso Z-102, se dieron los siguientes pasos:
- Febrero de 1940: publicación en el BOE del Plan Nacional de Motorización de España, en el que se especificaba y programaba la fabricación de vehículos pesados, furgones y automóviles, encaminado a corregir las grandes carencias en España después de la guerra.

- Septiembre de 1941: se creó el Instituto Nacional de Industria (INI) en el que su primer presidente fue Juan Antonio Suanzes, quien era amigo de Francisco Franco.[3]
- Enero de 1946: se fundó por parte de Ricart, el Centro de Estudios Técnicos de Automoción (CETA), del que Ricart era el director general. La sede central se instaló en Madrid, y Ricart incorporó un equipo de ingenieros y técnicos que habían colaborado en el equipo de Alfa Romeo.

- Octubre de 1946: el INI creó la Empresa Nacional de Autocamiones S.A. (ENASA), en la cual Ricart fue nombrado consejero delegado. Al mismo tiempo el INI forzaba la venta de la Hispano-Suiza, instalada en Barcelona en el sitio que ocupa el parque de la Pegaso, porque lo consideraba imprescindible para el desarrollo del Plan de Industrialización.

- 1951: presentación del Pegaso Z-102 en el Salón del Automóvil de París, y obtención de la mención de honor.